# رکنروت
رکنروت (به آلمانی: Reckenroth) یک شهر در آلمان است که در Verbandsgemeinde Katzenelnbogen واقع شده‌است. رکنروت ۲۱۶ نفر جمعیت دارد.